# Espadella (Alt Millars)
Espadella (en castellà i oficialment, Espadilla) és un municipi valencià de la comarca de l'Alt Millars, a la província de Castelló. Limita amb els municipis de Toga, Vallat, Fanzara, Aiòder, les Fonts d'Aiòder i Torre-xiva.

## Geografia

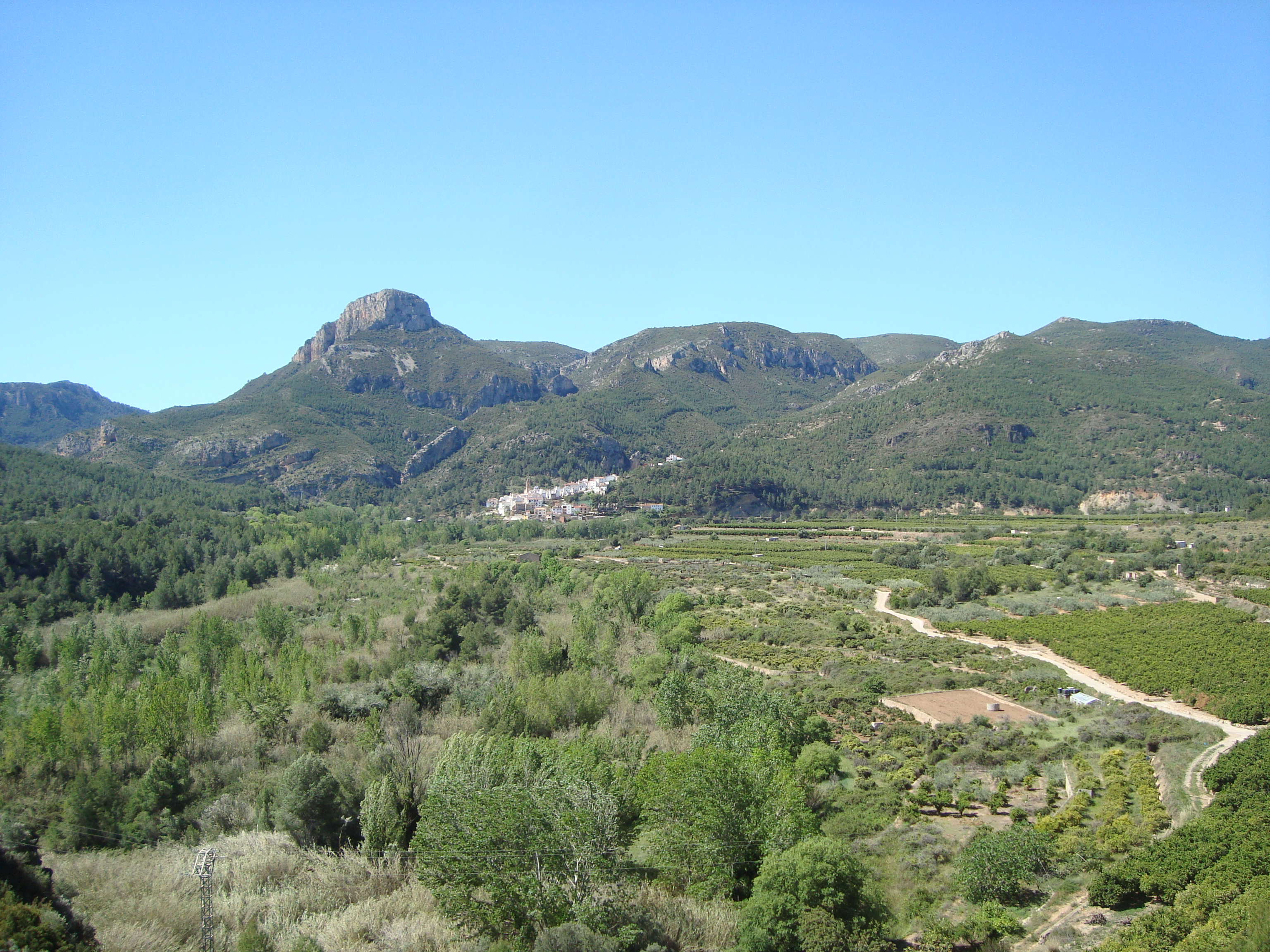
Panoràmica d'Espadella amb penya Saganta de fons

Presenta com a màximes altures la Penya Saganta, de 723 m, molt freqüentada pels escaladors, i el cim de Turís (656 m). Hi ha, entre d'altres, les fonts de Piqueta, Melic, Sastre i Sílvia; les coves de Corral Blanc, Negra i l'avenc de Saganta i diverses rutes on practicar el senderisme. Destacar el riu Millars i el seu afluent Espadella.

## Història
D'origen musulmà, el rei moro Zayd Abu Zayd, que s'havia convertit al cristianisme, va donar-li-la a l'arquebisbe de Tarragona. Després de la conquesta, pertanyé a la baronia d'Arenós, concedida en 1242 a Ximén Pérez Tarazona. L'any 1355 la baronia passà, per matrimoni del primer duc Alfons d'Aragó i Foix (1332-1412), a la casa ducal de Gandia; el 1464 li fon confiscada a son net Jaume, per sublevar-se contra Joan II (1398-1479). Llavors el rei va crear el ducat de Vilafermosa per a son fill Alfons i Espadella hi va quedar inclosa. Va ser lloc de moriscs (85 cases l'any 1609) pertanyent a la fillola de la Vall d'Uixó.

## Demografia
| 1990 | 1992 | 1994 | 1996 | 1998 | 2000 | 2002 | 2004 | 2006 | 2008 | 2010 | 2019 |
| ---- | ---- | ---- | ---- | ---- | ---- | ---- | ---- | ---- | ---- | ---- | ---- |
| 54   | 80   | 81   | 85   | 78   | 73   | 74   | 62   | 72   | 70   | 85   | 71   |

## Economia
La deprimida economia local obliga els habitants d'Espadella a desplaçar-se a treballar als nuclis de població industrials pròxims, com ara Onda o Ribesalbes. El turisme rural i estacional va propiciar en la dècada dels noranta l'auge de la construcció i del sector servicis. L'agricultura, pràcticament abandonada, presenta, en la zona baixa, junt al riu Millars, que permet el reg, cultius de cítrics.

## Política i govern

### Alcaldia
Des de 2019 l'alcalde d'Espadella és Vicente Domingo Silvestre Ortells, del Partit Popular (PP), qui ja va ser alcalde entre 2003 i 2015.
| Període                       | Alcalde o alcaldessa      | Partit polític | Data de possessió | Observacions |
| ----------------------------- | ------------------------- | -------------- | ----------------- | ------------ |
| 1979–1983                     | Miguel Gómez Salvador     | UCD            | 19/04/1979        | --           |
| 1983–1987                     | Vicente Silvestre Miguel  | AP-PDP-UL-UV   | 28/05/1983        | --           |
| 1987–1991                     | Mariano López Martínez    | AP             | 30/06/1987        | --           |
| 1991–1995                     | María Bonache Sánchez     | PP             | 15/06/1991        | --           |
| 1995–1999                     | María Bonache Sánchez     | PP             | 17/06/1995        | --           |
| 1999–2003                     | María Bonache Sánchez     | PP             | 03/07/1999        | --           |
| 2003–2007                     | Vicente Silvestre Ortells | PP             | 14/06/2003        | --           |
| 2007–2011                     | Vicente Silvestre Ortells | PP             | 16/06/2007        | --           |
| 2011–2015                     | Vicente Silvestre Ortells | PP             | 11/06/2011        | --           |
| 2015–2019                     | María Teresa Marco Cons   | PP             | 13/06/2015        | --           |
| 2019-2023                     | Vicente Silvestre Ortells | PP             | 15/06/2019        | --           |
| Des de 2023                   | n/d                       | n/d            | 17/06/2023        | --           |
| Fonts: Generalitat Valenciana |                           |                |                   |              |

### Eleccions municipals de 2015
| Candidatura | Candidatura                               | Cap de llista             | Vots | Regidors | % vots |
| ----------- | ----------------------------------------- | ------------------------- | ---- | -------- | ------ |
|             | Partit Popular de la Comunitat Valenciana | María Teresa Marco Cons   | 46   | 2        | 66.67  |
|             | Ciutadans                                 | Raquel Bayo Bonache       | 20   | 1        | 28.99  |
|             | Partit Socialista del País Valencià       | María Dolores Algar Bravo | 1    | 0        | 1.45   |
| Total       | Total                                     | 69                        | 69   | 3        |        |

## Monuments
- Castell d'Espadella, d'origen musulmà, del qual en queden molt poques restes, podent-se apreciar part de la torre major i diversos llenços de les muralles.
- Església de la Degollació de Sant Joan Baptista, del segle xviii amb campanar d'estil barroc valencià. L'antiga església, del segle xvii, conserva les antigues formes gòtiques i acull les oficines de l'ajuntament.
- Ermita de Sant Roc, d'una sola nau, amb un pòrtic amb tres arcs de mig punt a cadascun dels tres costats, amb un xicotet banc corregut. És de dimensions reduïdes. El parament és de pedra treballada irregular unit amb argamassa de calç, i els arcs i finestres emmarcats amb rajoles.

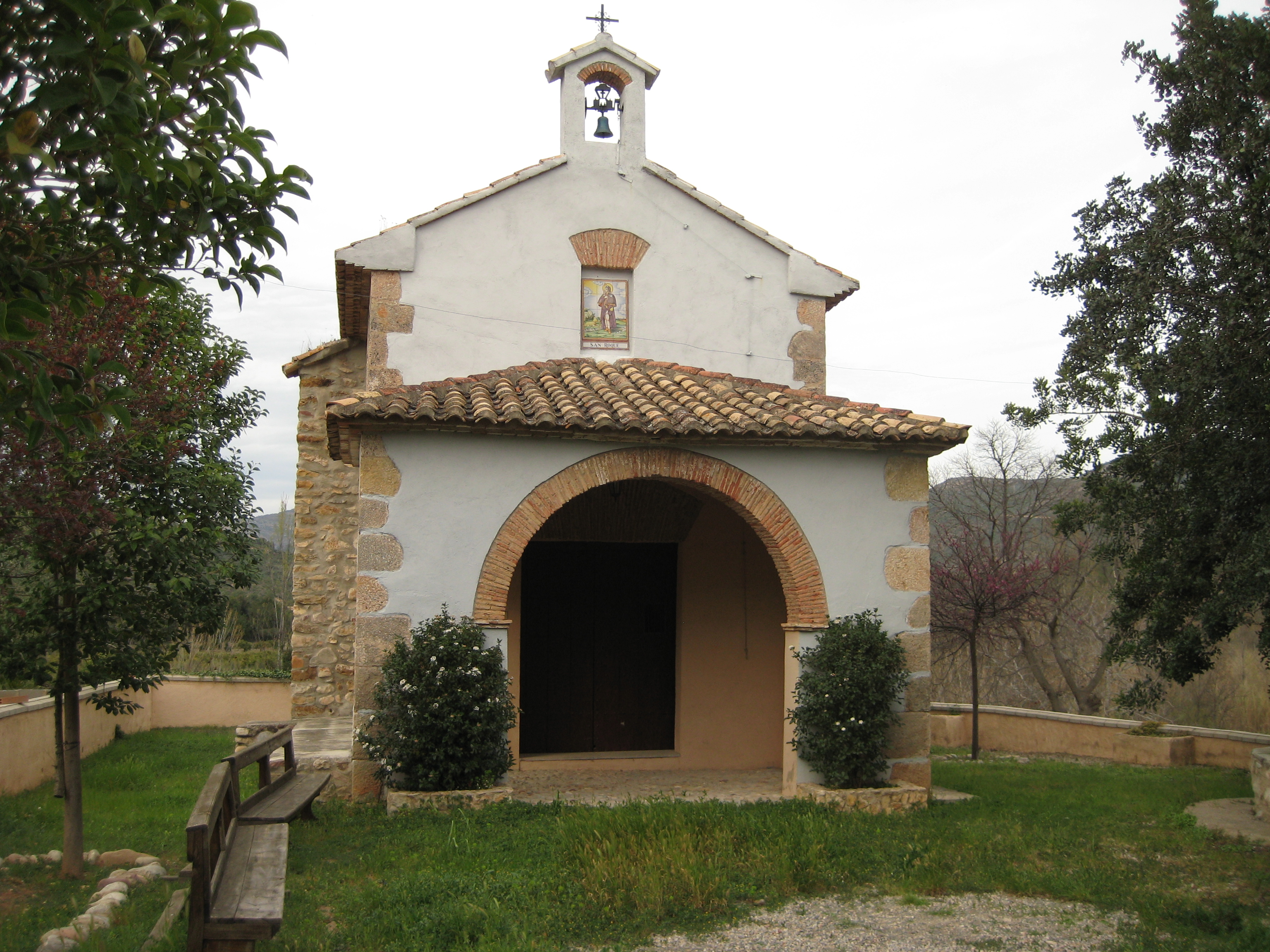
Ermita de Sant Roc
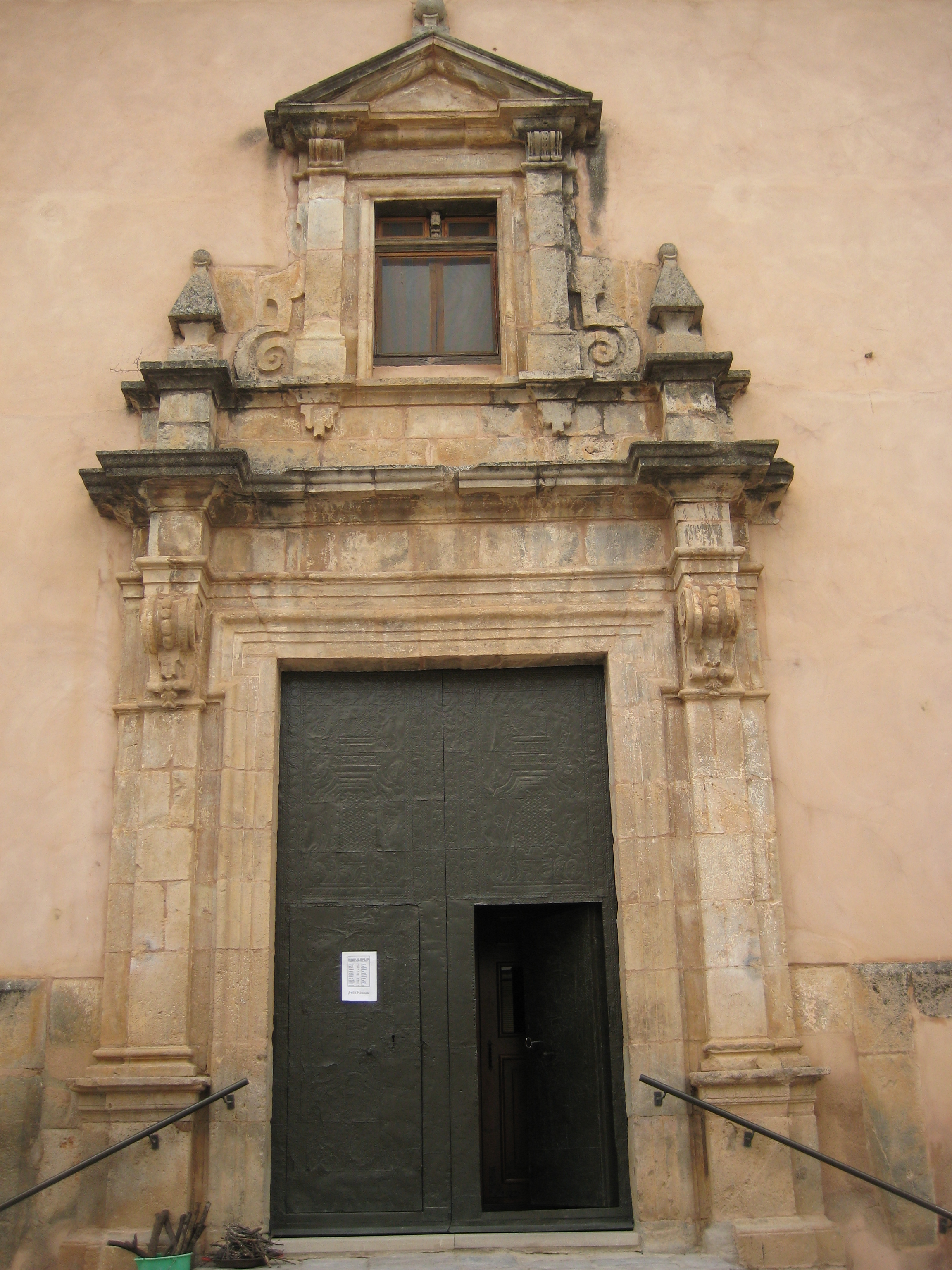
Església de Sant Joan Baptista
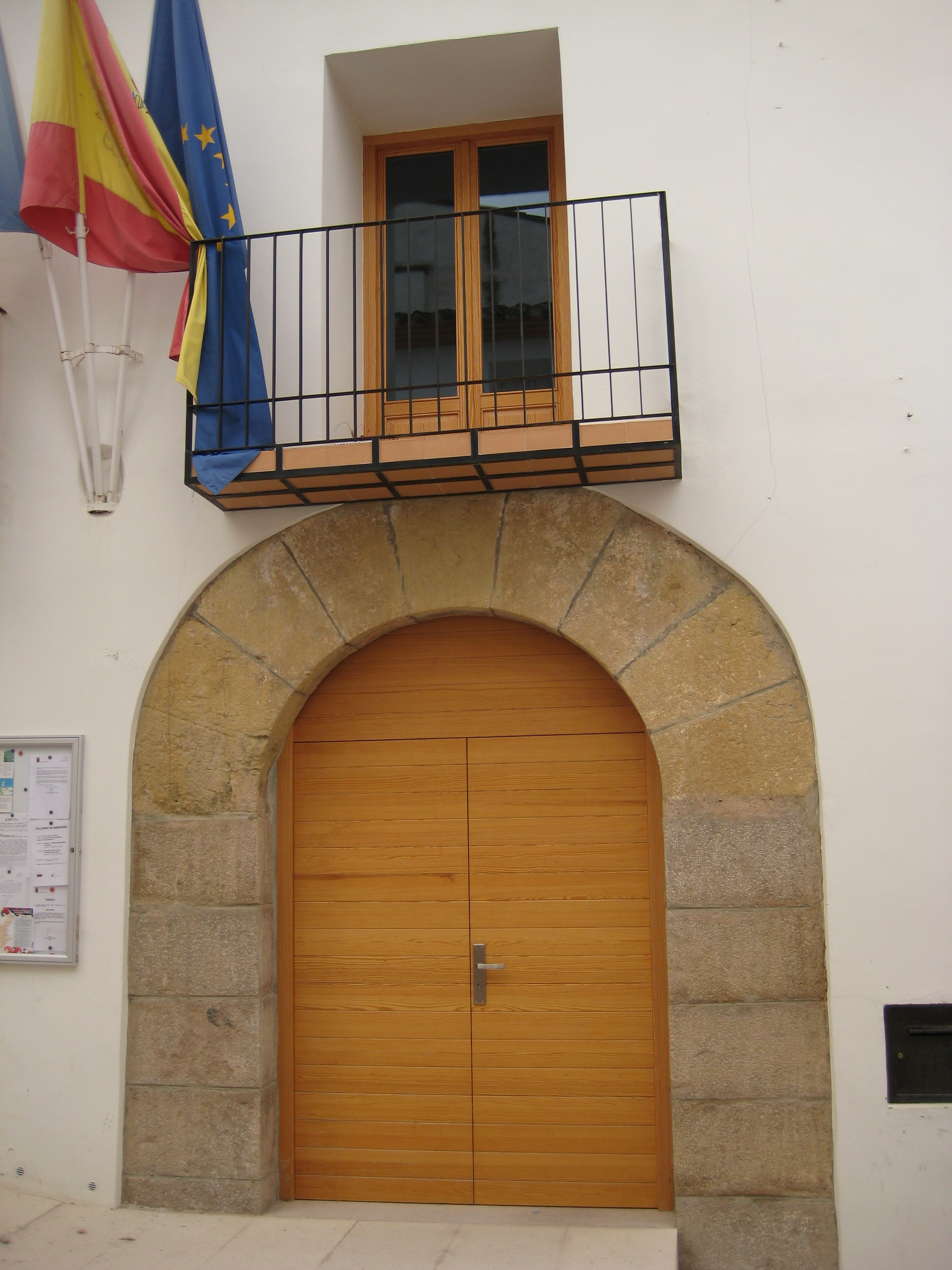
Ajuntament, antiga Casa Abadia

## Festes i celebracions
- Dia de las Tortas. El 26 de desembre hi ha el costum que d'aportar a la taula pública plats de coques per les principals persones de la població i en presència de les autoritats del poble se subhasten, entregant-se els diners arreplegats per al sufragi de les ànimes. Les postures se satisfan en cuartiquias de blat pagadores a la collita. La coca que més es licita és la del retor.

- Festes patronals. Se celebra la tercera setmana d'agost en honor de Sant Roc i Sant Joan.

- Sant Antoni. Se celebra el 17 de gener amb fogueres, benedicció d'animals i repartiment dels típics rotllos.